# Sharaku (film)
Pour plus de détails, voir Fiche technique et Distribution.
Sharaku (japonais : 写楽) est un film japonais (1995) de Masahiro Shinoda consacré au peintre ukiyo-e Sharaku et présenté au festival de Cannes 1995.
Une grande partie du film a été tournée au Grand Théâtre Konpira de Kotohira censé figurer le Nakamura-za original d'Edo (moderne Tokyo).

## Fiche technique
- Musique : Tōru Takemitsu

## Distribution
- Hiroyuki Sanada : Tonbo
- Frankie Sakai : Tsutaya
- Shima Iwashita : Chef de la troupe
- Tsurutarō Kataoka : Goro
- Shirō Sano : Utamaro
- Riona Hazuki : Hanasato
- Toshiya Nagasawa : Tetsuzo (le futur Hokusai)
- Yasosuke Bando : Matsudaira Sadanobu
- Nakamura Tomijūrō V : Gosei
- Naoko Kato : Ohuji
- Masumi Miyazaki : Gohi
- Choichiro Kawarazaki : Santo Kyoden
- Naomasa Musaka : Manager Yohei

## Récompenses et distinctions
- 1995 : Nikkan Sports Film Award du meilleur film